# Eurobarometer

Vlag van de Europese Unie.

De Eurobarometer is een reeks van opiniepeilingen die sinds 1973 worden uitgevoerd namens de Europese Commissie om de publieke opinie in de EU-lidstaten in kaart te brengen. De informatie helpt de Commissie bij de voorbereiding van teksten, het nemen van beslissingen en de evaluatie van haar werk. De peilingen richten zich op onderwerpen die de burgers van de EU aangaan zoals de uitbreiding van de Unie, de sociale situatie en beleidsterreinen zoals gezondheid, cultuur, informatietechnologie, milieu, defensie en de Euro.